# Regelmannsbrunn
Regelmannsbrunn ist ein Weiler bei Böhming im Altmühltal, der zum Markt Kipfenberg im Landkreis Eichstätt gehört.

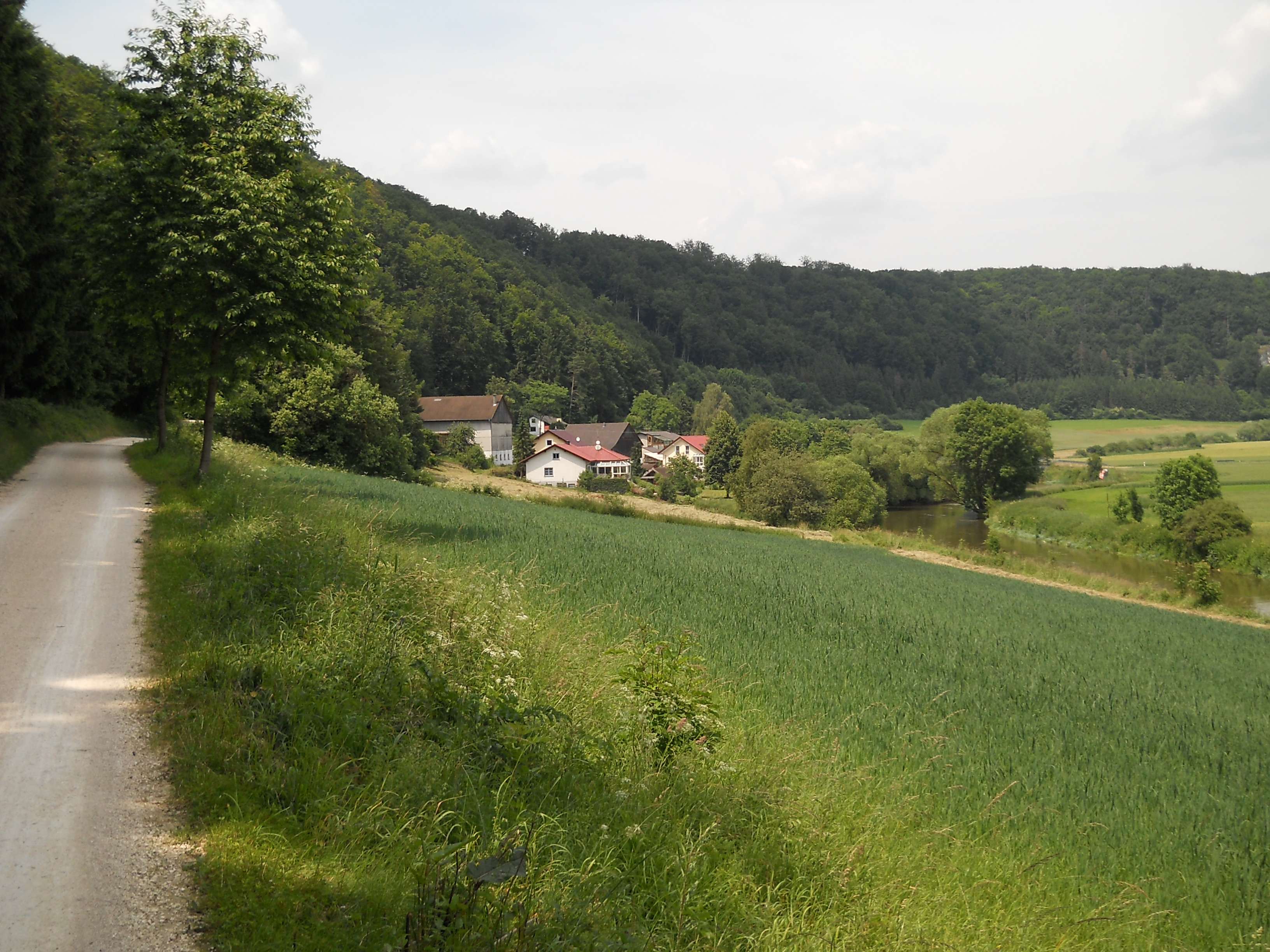
Regelmannsbrunn, vom Altmühltalradweg aus gesehen

## Lage
Der Weiler liegt zwischen Böhming im Norden und Arnsberg im Süden am Fuß des Westhangs des Altmühltals. Er ist von der Staatsstraße 2230 durch eine über die Altmühl führende, 1998/99 neu erbaute Brücke erreichbar.

## Geschichte
In vorrömischer Zeit zog die Straße Gaimersheim–Kinding von Arnsberg kommend nördlich des Weilers in einem Steilaufstieg zur Albhochfläche hoch. Der Weiler ist erstmals 1447 als „Regenhartsbrunn“ urkundlich erwähnt. Er besteht aus zwei Anwesen. Unmittelbar hinter diesen entspringt in einem kleinen Steinbruch eine starke Quelle, deren Wasser der Altmühl zufließt. In Hochstiftszeiten gehörte der Weiler zum Pfleg- und Kastenamt Kipfenberg und bestand um 1800 aus einer erstmals 1626 genannten Mühle mit Leinstampfe und einem Fischerhaus. Die Mühle, die auf dem tiefer gelegenen Anwesen stand, wechselte häufig den Besitzer, die letzten Müller waren die Dinauer. 1904–06 schachtete man den Quelltopf 4 m tief aus und fasste die Quelle, um das drei Kilometer entfernte Kipfenberg mit Trinkwasser zu versorgen; das Überwasser gelangte weiterhin oberirdisch in die Altmühl. Die Rohrleitung querte die Altmühl unter einem eisernen Steg, der zur gleichen Zeit gebaut wurde. Bei der Altmühlregulierung in den 1920er Jahren wurde der Steg durch eine breite eiserne Brücke ersetzt, die kurz vor dem Ende des Zweiten Weltkriegs gesprengt wurde. In den Nachkriegsjahren wurde die Trinkwasserversorgung Kipfenbergs anderweitig bewerkstelligt.
Das zweite Anwesen besitzt seit alters her die Fischereigerechtsame. Auch dieser Hof wechselte in der Vergangenheit häufig seine Besitzer.
Regelmannsbrunn gehörte politisch, kirchlich und schulisch nach Böhming und wurde mit Böhming bei der Gebietsreform am 1. April 1971 nach Kipfenberg umgegliedert.

## Sonstiges
- Durch den Ort führt der Altmühltalradweg, der hier eine steile Abfahrt und eine entsprechende Steigung aufweist.
- Im Weiler wird der Zufluss zur Altmühl von einem Forellenzuchtunternehmen genutzt.
- Der Drachenfliegerclub Ingolstadt hat bei Regelmannsbrunn an der Hangkante des Altmühltales eine Startrampe.